# Rajnsko-franački jezici
Rajnsko-franački jezici, podskupina od dva zapadnosrednjonjemačka jezika koji se govore na prostoru bundeslanda (njemačke države) Porajnje i Falačka i nizozemske provincije Limburg. Točan broj govornika nije poznat. On za limburški jezik iznosi preko 1.300.000 a govori se osim u Nizozemskoj (700,000; 2001) i u susjednoj Njemačkoj i Belgiji. Drugi jezik je falački (pfaelzisch) [pfl] govori nepoznat broj govornika u falačkoj regiji (falački Palz; njem. Pfalz).

## Vanjske poveznice
- Ethnologue (14th)
- Ethnologue (15th)